# Maggi Zinn
Magdalene Hansine Zinn, bedre kendt som Maggi Zinn, (født 17. november 1874, død 8. april 1952) var en dansk skuespillerinde, som i perioden 1907-1918 havde statist- og mindre biroller i en række stumfilm fra Nordisk Film. Hun var desuden tilknyttet Aarhus Teater i årene 1902-1905.

## Filmografi
| - Flugten fra Seraillet (instruktør Viggo Larsen, 1907) - Kærlighed i Orienten (ubekendt instruktør, 1909) - Vidundercigaren (ubekendt instruktør, 1909) - Anarkister om bord (instruktør Viggo Larsen, 1909) - Arvingen til Kragsholm (instruktør Viggo Larsen, 1909) - Fredløs (ubekendt instruktør, 1909) - Hævnen (ubekendt instruktør, 1909) - Den vanartede Søn (instruktør Viggo Larsen, 1909) - Heltemod forsoner (ubekendt instruktør, 1909) - Fortidens Skygge (ubekendt instruktør, 1909) - Dødsspringet (instruktør Viggo Larsen, 1910) - Duellen (instruktør Viggo Larsen, 1910) - Rivaler (ubekendt instruktør, 1910) - Naar Katten er ude (ubekendt instruktør, 1910) - Gennem Kamp til Sejr (ubekendt instruktør, 1910) - Den hvide slavehandels sidste offer (instruktør August Blom, 1911) - Vildledt Elskov (instruktør August Blom, 1911) - Det mørke Punkt (instruktør August Blom, 1911) - Eksplosionen i den store Kulgrube (instruktør Viggo Larsen, 1911) - Kommandørens Døtre (instruktør Leo Tscherning, 1912) - Det gamle Købmandshus (instruktør August Blom, 1912) | - Vampyrdanserinden (instruktør August Blom, 1912) - Fader og Søn ( instruktør Eduard Schnedler-Sørensen, 1913) - Djævelens Datter (instruktør Robert Dinesen, 1913) - Skyldig? - ikke skyldig? (instruktør Karl Ludwig Schröder, 1914) - Evangeliemandens Liv (instruktør Holger-Madsen, 1915) - Flyttedags-Kvaler (instruktør Lau Lauritzen Sr., 1915) - En sød Logerende (instruktør Lau Lauritzen Sr., 1916) - Brændte Vinger (instruktør Emanuel Gregers, 1917) - Fiskerlejets Datter (Hjalmar Davidsen, 1917) - Jalousiens Magt (instruktør Lau Lauritzen Sr., 1918) - Gillekop (instruktør August Blom, 1919) - Grevindens Ære (instruktør August Blom, 1919) - Kærlighedsvalsen (instruktør A.W. Sandberg, 1920) - Lad være at blinke (instruktør William Augustinus) - En Bryllupsrejse (ubekendt instruktør) - En Arrestation med Ekstraforplejning (ubekendt instruktør) - Frelserpigen (instruktør William Augustinus) - Ruth (ubekendt instruktør) - Præstens Sønner (ubekendt instruktør) - Dr. Nikola II (instruktør Viggo Larsen) - Dirkens Mester (ubekendt instruktør) |